# Pleumartin
Pleumartin és un municipi francès situat al departament de la Viena i a la regió de la Nova Aquitània. L'any 2007 tenia 1.164 habitants.

## Demografia

### Població
El 2007 la població de fet de Pleumartin era de 1.164 persones. Hi havia 477 famílies de les quals 144 eren unipersonals (52 homes vivint sols i 92 dones vivint soles), 165 parelles sense fills, 140 parelles amb fills i 28 famílies monoparentals amb fills.
La població ha evolucionat segons el següent gràfic:
Habitants censats

### Habitatges
El 2007 hi havia 616 habitatges, 494 eren l'habitatge principal de la família, 60 eren segones residències i 61 estaven desocupats. 575 eren cases i 38 eren apartaments. Dels 494 habitatges principals, 346 estaven ocupats pels seus propietaris, 120 estaven llogats i ocupats pels llogaters i 27 estaven cedits a títol gratuït; 7 tenien una cambra, 39 en tenien dues, 105 en tenien tres, 156 en tenien quatre i 187 en tenien cinc o més. 402 habitatges disposaven pel capbaix d'una plaça de pàrquing. A 235 habitatges hi havia un automòbil i a 195 n'hi havia dos o més.

### Piràmide de població
La piràmide de població per edats i sexe el 2009 era:
| Homes | Edats   | Dones |
| ----- | ------- | ----- |
| 0     | 95 o +  | 8     |
| 8     | 90 a 94 | 8     |
| 24    | 85 a 89 | 36    |
| 16    | 80 a 84 | 8     |
| 28    | 75 a 79 | 48    |
| 28    | 70 a 74 | 44    |
| 28    | 65 a 69 | 36    |
| 36    | 60 a 64 | 20    |
| 36    | 55 a 59 | 36    |
| 28    | 50 a 54 | 28    |
| 48    | 45 a 49 | 36    |
| 48    | 40 a 44 | 40    |
| 28    | 35 a 39 | 32    |
| 28    | 30 a 34 | 32    |
| 36    | 25 a 29 | 32    |
| 28    | 20 a 24 | 16    |
| 44    | 15 a 19 | 28    |
| 28    | 10 a 14 | 24    |
| 28    | 5 a 9   | 12    |
| 36    | 0 a 4   | 16    |

## Economia
El 2007 la població en edat de treballar era de 694 persones, 525 eren actives i 169 eren inactives. De les 525 persones actives 452 estaven ocupades (257 homes i 195 dones) i 73 estaven aturades (33 homes i 40 dones). De les 169 persones inactives 61 estaven jubilades, 43 estaven estudiant i 65 estaven classificades com a «altres inactius».

### Ingressos
El 2009 a Pleumartin hi havia 496 unitats fiscals que integraven 1.118 persones, la mediana anual d'ingressos fiscals per persona era de 15.541 €.

### Activitats econòmiques
Dels 62 establiments que hi havia el 2007, 4 eren d'empreses alimentàries, 4 d'empreses de fabricació d'altres productes industrials, 9 d'empreses de construcció, 19 d'empreses de comerç i reparació d'automòbils, 2 d'empreses de transport, 3 d'empreses d'hostatgeria i restauració, 2 d'empreses d'informació i comunicació, 1 d'una empresa financera, 2 d'empreses immobiliàries, 8 d'empreses de serveis, 3 d'entitats de l'administració pública i 5 d'empreses classificades com a «altres activitats de serveis».
Dels 25 establiments de servei als particulars que hi havia el 2009, 1 era una oficina d'administració d'Hisenda pública, 1 gendarmeria, 1 oficina de correu, 1 una oficina bancària, 1 funerària, 2 tallers de reparació d'automòbils i de material agrícola, 1 taller d'inspecció tècnica de vehicles, 1 paleta, 3 guixaires pintors, 2 fusteries, 2 lampisteries, 2 perruqueries, 3 veterinaris, 2 restaurants i 2 agències immobiliàries.
Dels 7 establiments comercials que hi havia el 2009, 1 era una botiga de menys de 120 m², 2 fleques, 1 una carnisseria, 1 una botiga de roba, 1 un drogueria i 1 una floristeria.
L'any 2000 a Pleumartin hi havia 28 explotacions agrícoles que ocupaven un total de 721 hectàrees.

## Equipaments sanitaris i escolars
L'únic equipament sanitari que hi havia el 2009 era una farmàcia.
El 2009 hi havia una escola elemental.

## Poblacions més properes
El següent diagrama mostra les poblacions més properes.